# Сборная Бразилии по футболу (до 15 лет)
Сборная Бразилии по футболу до 15 лет (порт. Seleção Brasileira de Futebol Sub-15) — национальная футбольная команда, представляющая Бразилию в юношеских международных турнирах, за которую имеют право выступать игроки возрастом 15 лет и младше. Сборная контролируется Бразильской конфедерацией футбола.
Свой первый матч сборная Бразилии до 15 лет провела в 2004 году. В настоящее время является самой титулованной сборной в возрастной категории до 15 лет в зоне КОНМЕБОЛ.

## Достижения
- Чемпионы (5): 2005, 2007, 2011, 2015, 2019
- Серебряные призёры (2): 2009, 2017